# Ionendosis
Die Ionendosis J ist eine physikalische Größe zur Quantifizierung ionisierender Strahlung. Sie bezeichnet die elektrische Ladung der Ionen gleichen Vorzeichens, die durch ionisierende Strahlung in einer bestimmten Masse entstehen.

## Anwendungsbereich
Die Ionendosis wurde im Strahlenschutz bis zum 1. Januar 1995 als Dosis-Messgröße zur Quantifizierung externer ionisierender Strahlung verwendet. Nach diesem Zeitpunkt wurden neue, von der International Commission on Radiation Units and Measurements (ICRU) vorgeschlagene Dosis-Messgrößen verwendet. Vorausgegangen war ein 1977 von der Internationalen Strahlenschutzkommission (ICRP) vorgeschlagenes neues Dosis-Konzept für Körperdosen auf der Basis der Äquivalentdosis. Für eine Übergangszeit wurde bei Photonenstrahlung die Ionendosis in abgewandelter Form  als „Photonen-Äquivalentdosis“ weiter verwendet.

## Einheit
Die SI-Einheit der Ionendosis ist Coulomb pro Kilogramm.
{\displaystyle [J]=\mathrm {\frac {C}{kg}} \ }.
Eine ältere Einheit, die nach dem 1. Januar 1995 nicht mehr verwendet wurde, ist das „Röntgen“ (Einheitenzeichen R), definiert als eine elektrostatische Einheit pro cm3 Luft. Ein Röntgen entspricht 2,58·10−4 C/kg.

## Standard-Ionendosis
Die Standard-Ionendosis {\displaystyle J_{\mathrm {S} }} ist die frei in Luft unter den Standardbedingungen von 18 °C und 760 Torr durch ionisierende Strahlung erzeugte Ionendosis.
Für die Standard-Ionendosis in freier Luft gilt:
{\displaystyle J_{\mathrm {S} }={\frac {\mathrm {d} Q}{\mathrm {d} m_{\mathrm {L} }}}={\frac {1}{\rho _{\mathrm {L} }}}\ {\frac {\mathrm {d} Q}{\mathrm {d} V}}\ }.
{\displaystyle \mathrm {d} Q} ist die elektrische Ladung der Ionen eines Vorzeichen, die pro Massenelement Luft {\displaystyle m_{\mathrm {L} }} im Volumenelement {\displaystyle \mathrm {d} V} mit der spezifischen Dichte {\displaystyle \rho _{\mathrm {L} }} erzeugt wird.

## Größenordnung
Die Standard-Ionendosis ist keine Äquivalentdosis im Sinn des Dosiskonzepts des heutigen Strahlenschutzes. Sie kann am ehesten mit der Energiedosis, die der Äquivalentdosis zugrunde liegt, verglichen werden. In Luft unter Standardbedingungen ist eine mittlere Energie von etwa 34 eV zur Bildung eines Ionenpaars mit jeweils einer Elementarladung e erforderlich. Um 1 C freier Ionen gleichen Vorzeichens zu erzeugen (entsprechend {\textstyle {\frac {\mathrm {C} }{\mathrm {e} }}} Ionenpaaren) ist somit wegen {\textstyle \,1\;\mathrm {eV} =\,1\;\mathrm {e} \cdot {\frac {\mathrm {J} }{\mathrm {C} }}} eine Energie von 34 Joule erforderlich. Bezieht man das auf 1 kg Luft, so ergibt sich, dass eine Standard-Ionendosis von 1 C/kg einer Energiedosis von 34 J/kg (34 Gy) entspricht. Eine Standard-Ionendosis von der Größe der alten Einheit 1 R entspräche etwa 9 mGy.